# نانوموتور
نانوموتور وسیله‌ای مولکولی یا نانومقیاس است که می‌تواند انرژی را به حرکت تبدیل کند و معمولاً نیروهایی در مقیاس پیکونیوتون تولید می‌کند.

نانوموتور حلزونی با کنترل مغناطیسی که در داخل یک سلول HeLa حرکت می‌کند و یک الگوی 'N' ترسیم را می‌کند.

نانوذرات قرن‌ها توسط هنرمندان مورد استفاده قرار گرفته‌اند، از جمله استفاده در طراحی جام معروف لیکورگوس. ولی تا همین اواخر نیز تحقیقات علمی زیادی در زمینه فناوری نانو انجام نشده بود. در سال ۱۹۵۹، ریچارد فاینمن در کنفرانس انجمن فیزیک آمریکا که در کلتک برگزار شد، سخنرانی معروفی با عنوان " آن پایین فضای بسیار زیادی وجود دارد " ارائه کرد. او در ادامه شرط علمی گذاشت که آیا کسی می‌تواند موتوری کوچک‌تر از ۴۰۰ میکرومتر طراحی کند؟ هدف او از شرط‌بندی (مانند اکثر شرط‌بندی‌های علمی) الهام بخشیدن به دانشمندان برای توسعه فناوری‌های جدید بود و هر کسی که می‌توانست یک نانوموتور توسعه دهد، جایزه ۱۰۰۰ دلاری را دریافت می‌کرد. در نهایت، شرط را ویلیام مک‌للان، که نانوموتوری را بدون توسعه روش‌های جدید ساخت، برنده شد. با این وجود، سخنرانی ریچارد فاینمن الهام بخش نسل جدیدی از دانشمندان شد تا تحقیقاتشان در زمینه نانوتکنولوژی را با انگیزه بیشتری دنبال کنند.

کینزین از دینامیک دامنه پروتئین در مقیاس نانو برای راه رفتن در امتداد یک میکروتوبول استفاده می‌کند.

نانوموتورها به دلیل توانایی در غلبه بر دینامیک میکروسیال موجود در اعداد رینولدز پایین، مورد توجه تحقیقات زیادی هستند. طبق نظریه اسکالوپ، نانوموتورها باید تقارن موجود در میکروسیال را بشکنند تا حرکتی با اعداد رینولدز پایین ایجاد کنند. علاوه بر این، در هنگام طراحی نانوموتورها حرکت براونی نیز باید در نظر گرفته شود، زیرا برهمکنش ذره و حلال می‌تواند به‌طور چشمگیری بر توانایی نانوموتور برای عبور از یک مایع تأثیر بگذارد. این برهمکنش می‌تواند طراحی نانوموتورهای جدید را با مشکلات مهمی روبه‌رو کند.
تاکنون تحقیقات زیادی برای غلبه بر دینامیک میکروسیال در اعداد رینولدز پایین انجام شده‌است. در حال حاضر، چالش اصلی تحقیقات غلبه بر مسائلی همچون زیست سازگاری، کنترل جهت‌پذیری و در دسترس بودن سوخت، قبل از قرارگیری نانوموتورها در بدن برای کاربردهای ترانوستیک، می‌باشد.

## موتورهای نانولوله و نانوسی
در سال ۲۰۰۴، آیوسمن سن و توماس ای. مالوک اولین نانوموتور مصنوعی و خودکار را طراحی کردند. نانوموتور طراحی شده، با طول دو میکرون از دو بخش پلاتینی و طلایی تشکیل شده بود که می‌توانست به‌طور کاتالیزوری با پراکسید هیدروژن رقیق شده در آب واکنش داده و باعث ایجاد حرکت شود.
نانوموتورهای Au-Pt دارای حرکت مستقل و غیر براونی هستند که این حرکت، ناشی از نیروی محرکهٔ تولید شده از گرادیان‌های شیمیایی کاتالیزوری می‌باشد. همان‌طور که اشاره شد، حرکت آن‌ها نیازی به حضور میدان مغناطیسی، الکتریکی یا نوری خارجی برای هدایت حرکت ندارد. این نانوموتورها با ایجاد میدان‌های محلی خود، از طریق خود الکتروفورز حرکت می‌کنند. جوزف وانگ در سال ۲۰۰۸ توانست حرکت نانوموتورهای کاتالیزوری Au-Pt را با ترکیب نانولوله‌های کربنی در بخش پلاتینی به‌طور چشمگیری افزایش دهد.
از سال ۲۰۰۴ تاکنون علاوه بر موتورهای نانو و میکرو انواع مختلفی از نانوموتورهای مبتنی بر نانولوله و نانوسیم، در اشکال مختلف توسعه یافته‌اند. اکثر این موتورها از پراکسید هیدروژن به عنوان سوخت استفاده می‌کنند، اما برخی استثناهای قابل توجهی نیز وجود دارد. به عنوان مثال ریزمیله‌های فلزی (طول ۴٫۳ میکرومتر در قطر ۳۰۰ نانومتر) می‌توانند به‌طور مستقل در مایعات یا داخل سلول‌های زنده، بدون سوخت شیمیایی، توسط امواج فراصوت تشدید شوند. این میله‌ها حاوی یک نوار مرکزی Ni هستند که می‌تواند توسط یک میدان مغناطیسی خارجی هدایت شود و در نتیجه «شنای همزمان» انجام شود.
برخی از نانوموتورها حتی می‌توانند به کمک محرک‌های متعدد، با پاسخ‌های متفاوت به پیش رانده شوند. این نانوسیم‌های چند منظوره، بسته به محرک اعمال شده (مثلاً سوخت شیمیایی یا قدرت اولتراسونیک) می‌توانند در جهات مختلف حرکت کنند. به عنوان مثال، نانوموتورهای دو فلزی وقتی در معرض رئوتاکسی قرار می‌گیرند، می‌توانند به کمک ترکیبی از محرک‌های شیمیایی و صوتی در جهت یا برخلاف جهت جریان سیال حرکت کنند.
در درسدن آلمان، محققان توانستند به کمک نانوموتورهای میکرولوله‌ای رول‌شده و با مهار حباب‌ها در واکنش‌های کاتالیزوری، حرکت ایجاد کنند. بدون تکیه بر فعل و انفعالات الکترواستاتیکی، پیشرانهٔ ایجاد شدهٔ ناشی از حباب، حرکت نانوموتور را در سیال امکان‌پذیر می‌کند، اما همچنان بیشتر این نانوموتورها به سوخت‌های سمی نظیر پراکسید هیدروژن برای حرکت نیاز دارند. این امر باعث محدود شدن کاربردهای in vitro در نانوموتورها می‌شود. با این حال، یکی از کاربردهای in vivo موتورهای میکرولوله‌ای برای اولین بار توسط جوزف وانگ و لیانگ فانگ ژانگ با استفاده از اسید معده به عنوان سوخت مورد بررسی قرار گرفت. اخیراً دی‌اکسید تیتانیوم نیز به دلیل خواص مقاومتی در برابر خوردگی و زیست سازگاری به عنوان یک سوخت مناسب برای نانوموتورها شناسایی شده‌است. تحقیقاتی که در زمینه نانوموتورهای کاتالیزوری در حال انجام است، نویدبخش پیشرفت‌های مهمی چون حمل محموله‌ها و استفاده از دستگاه‌های ریزتراشه‌ای سلولی در آینده است.

ریبوزوم یک ماشین بیولوژیکی است که از دینامیک پروتئین در مقیاس نانو استفاده می‌کند.

## نانوموتورهای آنزیمی
اخیراً تحقیقات بیشتری در مورد توسعه نانوموتورهای آنزیمی و میکروپمپ‌ها توسط محققان انجام شده‌است. آنزیم‌های تک مولکولی در اعداد رینولدز پایین، می‌توانند به عنوان نانوموتورهای مستقل عمل کنند. آیوسمن سن و سامودرا سنگوپتا نشان دادند که چگونه ریزپمپ‌های خودتوان می‌توانند انتقال ذرات را افزایش دهند.بنابراین از آنزیم‌ها می‌توان به‌عنوان «موتور» در نانوموتورها و میکروپمپ‌ها استفاده کرد. همچنین نشان داده شده‌است که ذرات سیال هنگامی که با مولکول‌های فعال آنزیمی در محلولی از بستر خود پوشانده شوند، سریع‌تر منتشر می‌شوند. علاوه بر این، از طریق آزمایش‌های انجام شده بر روی میکروسیال‌ها مشاهده شده که مولکول‌های آنزیم به سمت بالای شیب بستر خود حرکت می‌کنند. این روش تنها روش جداسازی آنزیم‌ها بر اساس فعالیت آن‌ها است. علاوه بر این، آنزیم‌های زنجیره‌ای نیز تجمعی را بر اساس کشش شیمیایی لایه‌ای نشان داده‌اند. توسعه نانوموتورهای مبتنی بر آنزیم، نوید بخش استفاده از فناوری‌های جدید زیست سازگار و کاربردهای پزشکی است. با این حال، چندین محدودیت، مانند زیست سازگاری و نفوذ سلولی، برای تحقق این کاربردها باید برطرف شوند. یکی از فناوری‌های زیست سازگار جدید، استفاده از آنزیم‌ها برای حمل محموله است.
یکی از موضوعات پیشنهادی برای تحقیقات جدید، ادغام پروتئین‌های موتور مولکولی موجود در سلول‌های زنده با موتورهای مولکولی کاشته شده در دستگاه‌های مصنوعی است. چنین موتور پروتئینی می‌تواند «محموله» را در داخل دستگاه، از طریق دینامیک پروتئین حرکت دهد، مشابه نحوه حرکت مولکول‌های کینزین در امتداد مسیرهای میکروتوبول در داخل سلول‌ها. شروع و توقف حرکت چنین پروتئین‌های موتوری، شامل محصور کردن ATP در ساختارهای مولکولی حساس به نور UV است. در این حالت پالس‌های نور فرابنفش، عامل ایجاد پالس‌های حرکتی هستند.

## نانوموتورهای حلزونی
تحقیقات دیگری نیز، منجر به ایجاد ذرات سیلیکای مارپیچ پوشیده شده با مواد مغناطیسی شد که می‌توان آن‌ها را به کمک یک میدان مغناطیسی دوار، حرکت داد.

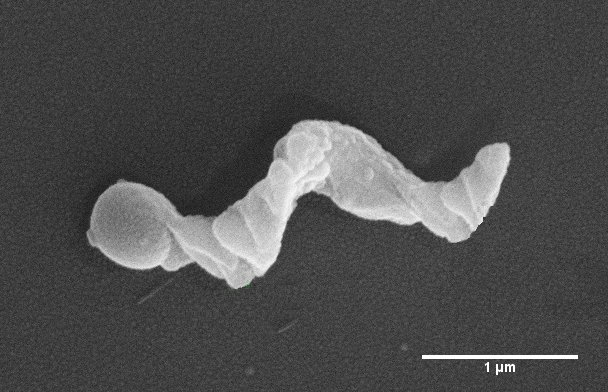
تصویر میکروسکوپ الکترونی روبشی از یک نانوموتور حلزونی

چنین نانوموتورهایی برای سوخت پیشرانه به واکنش‌های شیمیایی وابسته نیستند و می‌توانند به کمک یک سیم پیچ سه محوری هلمهولتز میدان چرخشی جهت‌دار در فضا ایجاد کنند. تحقیقات اخیر نشان داده‌است که چگونه می‌توان از این نانوموتورها برای اندازه‌گیری ویسکوزیته سیالات غیر نیوتنی با وضوح چند میکرون استفاده کرد. این فناوری نویدبخش راهی برای ایجاد نقشه ویسکوزیته در داخل سلول‌ها و محیط خارج سلولی را است. تحقیقات نشان داده شده‌است که چنین نانوموتورهایی در خون نیز می‌توانند حرکت کنند. اخیراً، محققان موفق شده‌اند این نانوموتورها را به‌طور کنترل‌شده در داخل سلول‌های سرطانی جابه‌جا کنند و به آن‌ها اجازه دهند الگوهای داخل سلول را ردیابی کنند، که وجود اسید سیالیک را درماتریکس برون سلولی ترشح شده از سلول سرطانی را نشان داده‌اند.

## نانوموتورهای جریان محور (کلاسیک)
در سال ۲۰۰۳ فنیمور و همکارانش با انجام آزمایش‌های گوناگون، توانستند طرح اولیه یک نانوموتور جریان محور را ارائه دهند. این نانوموتور بر اساس لایه‌های ریز طلای نصب شده بر روی نانولوله‌های کربنی چند دیواره، طراحی شده بود که لایه‌های کربنی، حرکت را به وجود می‌آوردند. این نانوموتور به کمک برهمکنش الکترواستاتیکی بین لایه‌های طلا با سه الکترود دروازه‌ای که از آن‌ها جریان‌های متناوب عبور می‌کرد، هدایت می‌شد. چند سال بعد، چندین گروه دیگر نیز، در تحققات تجربی، حرکت نانوموتورهای مختلف را که توسط جریان مستقیم هدایت می‌شدند، نشان دادند. این طرح‌ها معمولاً شامل مولکول‌های آلی بودند که روی سطح فلزی جذب می‌شدند در حالی که از یک میکروسکوپ STM در بالای آن‌ها استفاده می‌شد و از جریانی که از نوک میکروسکوپ STM می‌گذشت برای ایجاد حرکت چرخشی مولکول یا بخشی از آن استفاده می‌شد. عملکرد چنین نانوموتورهایی متکی بر فیزیک کلاسیک و با مفهوم موتورهای براونی مرتبط است. این نمونه از نانوموتورها به عنوان موتورهای مولکولی نیز شناخته می‌شوند.

## اثرات کوانتومی در نانوموتورهای جریان محور
مکانیک کوانتوم به دلیل بررسی ماده در ابعاد و اندازه‌های کوچک، نقش مهمی در طراحی برخی از نانوموتورها ایفا می‌کند. به عنوان مثال، در سال ۲۰۲۰ استولز و همکارانش گذر از حرکت کلاسیک به کوانتومی را در یک نانوموتور ساخته شده از یک مولکول دوار که توسط جریان STM هدایت می‌شود، نشان دادند. موتورهای کوانتومی AC مبتنی بر اتم سرد، توسط چندین محقق مورد بررسی قرار گرفته‌اند. در نهایت پمپاژ کوانتومی معکوس، به عنوان یک استراتژی کلی برای طراحی نانوموتورها پیشنهاد شده‌است. در این مورد، نانوموتورها به عنوان موتورهای کوانتومی آدیاباتیک نامیده می‌شوند و نشان داده‌اند که می‌توان از ماهیت کوانتومی الکترون‌ها، برای بهبود عملکرد آن‌ها استفاده کرد.